# Fenno–Skan
Fenno-Skan — подводный силовой кабель. Проходит по дну Балтийского моря, соединяет шведский город Даннебу и финский город Раума.

## История
Открытие кабеля состоялось в 1989 году. Коммерческое использование началось в ноябре 1989 года.
Fenno-Skan — монополярный кабель, его мощность составляет до 550 МегаВатт, напряжение — 400 КилоВольт. Был разработан компанией ABB.
Длина кабеля составляет около 233 километров, 200 из которых проходит по дну Ботнического залива.
Fenno-Skan принадлежит финской компании Fingrid и шведской компании Svenska Kraftnät.

### Fenno-Skan 2
Fenno-Skan 2 — второй подводный силовой кабель между Швецией и Финляндией. Был проложен в 2011 году, его стоимость составила около 150 миллионов евро.
В феврале 2012 года Fenno-Skan 2 был повреждён якорем немецкого корабля.